# Emilio de Bono
Emilio de Bono (Cassano d'Adda, 19 de març de 1866 - Verona, 11 de gener de 1944) va ser un militar i polític Itàlia feixista italià. Fou un dels primers militants del Partit Nacional Feixista, motiu pel qual fou nomenat membre del Gran Consell del Feixisme. De Bono va participar en nombroses operacions militars, entre d'altres, entre les quals la guerra italoturca, la Primera Guerra Mundial o la Segona Guerra Italo-Etíop.

## Vida primerenca
De Bono va néixer a Cassano d'Adda. Va entrar al Regio Esercito el 1884 com a sotstinent i es va obrir camí fins a l'Estat Major durant l'inici de la guerra italoturca de 1911. De Bono lluitaria després a la Primera Guerra Mundial, on es va distingir contra els austríacs a Gorizia el 1916 i al Mont Grappa l'octubre de 1918. El 1920, va perdre el rang de General Major.

## Ajuda al feixisme
A principis dels anys 20, De Bono va ajudar a organitzar el Partit Nacional Feixista. El 1922, com un dels quatre Quadrumvirs, va organitzar i participar en la Marxa sobre Roma, l'esdeveniment que va marcar l'inici del règim feixista a Itàlia. Després de la marxa, De Bono va ser Cap de Policia i Comandant de la Milícia Feixista.
El 1924, De Bono va ser jutjat pel seu paper en la mort del polític d'esquerres Giacomo Matteotti. Es va negar a implicar els seus superiors i va ser inesperadament absolt el 1925. Aquest mateix any, De Bono va ser nomenat Governador de Tripolitana, a Líbia.
El 1929 va ser nomenat Ministre d'Afers Colonials (també anomenat Ministre de les Colònies). El 1932, el rei Víctor Manuel III i De Bono visitar Eritrea i van trobar, segons les seves pròpies paraules, una colònia pacífica, lleial i satisfeta.

## Abissínia
El novembre de 1932, a petició de Mussolini, De Bono va escriure un pla per envair Etiòpia. El pla es resumia en el tradicional mètode d'incursió: una força relativament petita es mouria gradualment cap al sud des d'Eritrea, establiria bases fortes i avançaria contra uns enemics cada vegada més febles i desorganitzats. La invasió prevista per De Bono seria barata, fàcil, segura i lenta.
Mussolini va implicar separadament l'Exèrcit en el pla i, en els dos anys, l'Exèrcit va desenvolupar la seva pròpia campanya massiva en què es van usar cinc o sis vegades més tropes del nombre requerit per De Bono. El 1934, Mussolini va unir els plans descoordinats en un que emfasitzava la idea militarista de la guerra total.
El 1935, De Bono es va convertir en comandant en cap de l'operació italiana contra Etiòpia durant la Segona Guerra Ítalo-Etíop, a més de comandant de les forces invasores d'Eritrea, en el que es va conèixer com a front nord. De Bono va tenir sota les seves ordres directes nou divisions de tres cossos de l'Exèrcit: el I Cos Italià, el II Cos Italià i el Cos d'Eritrea.
El 3 d'octubre, les forces sota el comandament de De Bono van creuar a Etiòpia des d'Eritrea. El 6 d'octubre, les seves forces van prendre Adowa, venjant oficialment la humiliant derrota italiana de 1896. Poc després, De Bono va entrar a la històrica ciutat d'Axum, muntant un cavall blanc. Després d'aquests triomfs inicials, però, l'avanç de De Bono es va alentir.
El 8 de novembre, el I Cos i el Cos d'Eritrea capturar Mek'ele. Aquest va ser el límit dels avenços italians sota el comandament de De Bono. L'increment de la pressió internacional cap a Mussolini va portar a la necessitat de victòries ràpides i brillants, sense lloc per obstacles o retards.
El 16 de novembre, De Bono va ser ascendit a Mariscal d'Itàlia, però Mussolini, cada vegada més impacient pels lents progressos de la invasió, el va rellevar del seu càrrec el 17 de desembre mitjançant el Telegrama d'Estat 13181, en què constava que, amb la captura de Mek'ele cinc setmanes abans, havia complert la seva missió. Pietro Badoglio va ocupar el seu lloc, i De Bono va ser nomenat Inspector de les Tropes d'Ultramar.

## Segona Guerra Mundial

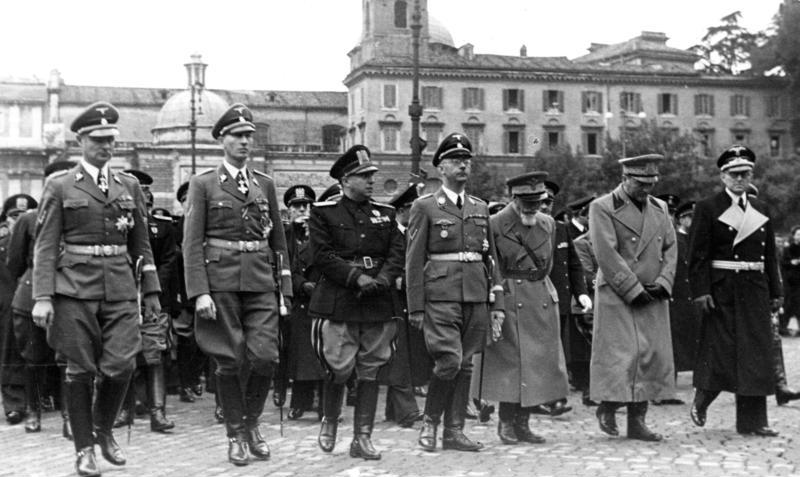
Una foto de De Bono presa a Roma el 21 de novembre de 1940. Està entre Heinrich Himmler i Rodolfo Graziani, i és fàcilment identificable per la seva barba.

El 1940, De Bono va dirigir una divisió de defensa estacionada a Sicília. Es va oposar a l'entrada d'Itàlia a la Segona Guerra Mundial, però va mantenir un perfil baix i, el 1942, va ser nomenat Ministre d'Estat.
El 24 i 25 de juliol de 1943, De Bono va ser un dels membres del Gran Consell Feixista que va votar destituir Benito Mussolini quan Dino Grandi, en col·laboració amb Pietro Badoglio i Víctor Manuel III, van proposar una moció de censura que es votaria al Consell. Això va portar a la caiguda, arrest i empresonament del dictador.
Aquest mateix any, Mussolini va ser rescatat de la presó del Gran Sasso i va tornar al poder com a Duce de la Nació de la nova República Social Italiana o RSI. Un cop de nou al poder, Mussolini va detenir tothom que havia votat contra ell, i va fer que Alessandro Pavolini els jutgés per traïció a Verona, en el que es coneix com a procés de Verona. De Bono va ser condemnat en un judici en el qual es coneixia el resultat abans del començament.
L'11 de gener de 1944, De Bono va ser executat, als seus 77 anys, per afusellament, a Verona, al costat de Galeazzo Ciano, Luciano Gottardi, Giovanni Marinelli i Carlo Pareschi. Ciano era el Ministre d'Afers Exteriors, gendre de Mussolini. Gottardi era l'expresident de la Confederació Feixista de Treballadors Industrials. Marinelli havia estat cap de la milícia feixista, i Pareschi ministre d'Agricultura. L'únic acusat en els processos que es va escapar de la pena capital va ser Tullio Cianetti, el ministre de societats, que va ser condemnat a trenta anys de presó pels tribunals de la RSI.

## Honors
Cavaller de l'orde Suprem de la Santíssima Anunciació – 3 d'octubre de 1937
 Gran Oficial de l'orde de Sant Maurici i Sant Llàtzer – 8 d'abril de 1923
 Gran Creu de Cavaller de l'orde militar de Savoia – 19 de juny de 1936
 Gran Creu de Cavaller de l'orde de la Corona d'Itàlia – 14 de setembre de 1920
 Gran Creu de Cavaller amb Gran Cordó de l'orde colonial de l'Estrella d'Itàlia
 Gran Creu de Cavaller Magistral de l'orde de Malta
 Medalla commemorativa de la campanya d'Àfrica
 Creu d'or per l'antiguitat al servei (40 anys)
 Medalla commemorativa de la Guerra Italo-Turca
 Medalla de Plata al Valor Militar
 Creu al Mèrit de Guerra
 Medalla Mauriciana al Mèrit pels 50 anys de Carrera Militar
 Medalla Commemorativa de la Marxa sobre Roma – 28 d'octubre de 1922
 Medalla commemorativa de la guerra 1915-1918 (2 anys de campanya)
 Medalla commemorativa de la Unitat d'Itàlia 1848-1918